# Aborto en Cataluña
El aborto en Cataluña, también conocido como Interrupción voluntaria del embarazo (IVE), es legal porque las leyes sobre el aborto se elaboran a nivel nacional y el aborto fue despenalizado en 1985, con importantes reformas realizadas a dichas leyes en 2010. Cada región está a cargo de crear su propio sistema para la implementación de la ley de 2010 en la sanidad pública, existiendo diferencias de una región a otra.
En Cataluña, hay una serie de leyes y órdenes relacionadas con el aborto, que incluyen el establecimiento del funcionamiento de las clínicas, cómo se financian los procedimientos para abortar y cómo se cuentan los abortos con fines estadísticos. Los legisladores catalanes han estado involucrados a nivel nacional en el Congreso de los Diputados tratando de cambiar las leyes nacionales del aborto de España, tanto a favor de la liberalización de las leyes del aborto como en oposición a la legalización del mismo.
Durante la mayor parte de la historia de la región, el aborto ha sido ilegal. Éste se remonta a la época visigoda. Cuando el movimiento feminista surgió por primera vez durante la restauración borbónica, inicialmente no se preocupaba por el derecho al aborto. Durante la Segunda República, el 25 de diciembre de 1936 en Cataluña se legalizó el aborto electivo durante las primeras 12 semanas de embarazo. El período franquista puso fin a este breve período de liberalización, cuando tanto el aborto como el control de la natalidad se volvieron ilegales. El régimen de Franco se alió con la Iglesia católica en sus esfuerzos por ilegalizar el aborto. Tras la muerte de Francisco Franco y durante la transición democrática, las feministas catalanas exigieron activamente que se despenalizara el aborto. Incluso después de la legalización en 1985, las feministas catalanas mantuvieron sus demandas por el derecho al aborto durante el período de Felipe González debido a las limitaciones al acceso contenidas en la nueva legislación. A partir de 1992 aproximadamente, se financiaron procedimientos de IVE en algunos casos específicos en salud pública. El proceso para acceder a un aborto en Cataluña a través de la sanidad pública fue a menudo muy lento en la década de 2010, implicando mucha burocracia y con las mujeres recibiendo un trato desigual, en ocasiones resultando en un retraso de hasta tres semanas para obtener el procedimiento. Si bien la mayoría de las interrupciones voluntarias del embarazo en Cataluña se produjeron en centros sanitarios privados a principios de la década de 2010, esto empezó a cambiar a mediados de la década. En parte esto se produjo para ahorrar costos, especialmente a principios de la década de 2020, ya que los abortos farmacéuticos realizados a través de la sanidad pública eran más baratos que los abortos quirúrgicos realizados a través de clínicas privadas. En 2022, había sesenta y nueve centros de salud públicos y quince centros de salud privados que ofrecían estos servicios, y la mayoría de los abortos realizados en la región se realizaron en centros de salud públicos.

## Contexto nacional
Históricamente, el acceso al aborto en España ha dependido del dominio masculino sobre las mujeres y sus actividades reproductivas.El aborto se utilizaba como un medio para afirmar el control no sólo sobre los cuerpos y la sexualidad de las mujeres, sino también para hacer cumplir las normas culturales de género y los ideales patriarcales en la sociedad en general. Si bien el aborto se utilizó como forma de control de la natalidad en España en el pasado, demógrafos y sociólogos españoles han dicho que no se utiliza de esa manera en la España contemporánea.
El aborto legalizado es importante porque reduce las muertes entre mujeres por complicaciones del embarazo y reduce la mortalidad infantil. En España, a mediados de la década de 1970, los abortos ilegales eran una causa importante de muerte entre mujeres de entre quince y cuarenta y nueve años. El control de la natalidad tiene una tasa de mortalidad femenina mucho más baja que los abortos, y es mucho, mucho más baja que la mortalidad femenina en España por abortos ilegales.

### Historia nacional
El Liber Iudiciorum fue una recopilación de leyes visigodas del rey Recesvinto que se promulgó en el año 654. Mencionaba el aborto, el infanticidio y el homicidio en el Libro VI. La pena para quienes provocaban abortos era la muerte. En aquella época, los visigodos controlaban casi toda la actual España, Portugal y Ceuta.

La ley en España fue modificada el 24 de enero de 1941 para caracterizar el aborto como un crimen contra el Estado. Esta ley lee en parte: 
“La política demográfica es una de las preocupaciones fundamentales de nuestro Estado. No se concibe una política demográfica eficaz sin abordar el problema de los miles y miles de vidas que se frustran antes de nacer, por maniobras criminales. Así lo dice la experiencia y el asesoramiento de los técnicos a través de Entidades científicas competentes. El estrago harto acusado en tiempos anteriores como consecuencia de un sentido materialista de la vida, adquirieron caracteres de escándalo durante el régimen republicano, agudizándose aún más escandalosamente en aquellas zonas sometidas a la dominación del Frente Popular. El Gobierno, consciente de su responsabilidad, decide combatir el crimen social que el aborto provocado representa y que impide que nazcan muchos miles de españoles anualmente”. 
El control de la natalidad también era ilegal en toda España durante la dictadura de Franco. En 1975 en España, la tasa de mortalidad femenina durante el embarazo era de 23 por 100.000 mujeres, una tasa similar a la de otros países occidentales industrializados donde el aborto era ilegal.
El aborto fue despenalizado en el Código Penal por primera vez en todo el territorio español en 1985 en tres supuestos: por motivos terapéuticos, por motivos eugenésicos y en caso de violación previa denuncia policial. El aborto sólo era legal en estos casos antes de la semana 22, semana 22 y semana 12 respectivamente. La ley española sobre el aborto de 1985 exigía que cada vez que un centro de salud realizara un aborto, debía informarse al Ministerio de Sanidad. Los datos que se deben reportar incluyen la provincia donde se realizó el aborto y la provincia donde residía la mujer que abortó. Si bien el aborto fue despenalizado en la ley de 1985, no se convirtió en un servicio ofrecido por la sanidad pública hasta un cambio en la ley en 2010. Como resultado, durante este período entre 1985 y 2010, casi todos los abortos se realizaron en clínicas privadas y el precio por interrupción voluntaria del embarazo rondaba las 30.000 pesetas.
La Ley de Salud Sexual y Reproductiva y de Interrupción Voluntaria del Embarazo fue reformada en mayo de 2022 de diferentes maneras. Una de ellas abordaba específicamente la falta de instalaciones, especialmente públicas, que prestaran servicios para la interrupción voluntaria del embarazo, en provincias que no tenían ninguna y exigían que las mujeres de esas provincias viajaran a otras provincias u otras regiones para poder acceder ese servicio. Otra reforma fue proteger a las mujeres que acudían a centros de salud para someterse a procedimientos de IVE del acoso de activistas antiaborto.
En febrero de 2023, el Tribunal Constitucional de España confirmó la ley de 2010 que permitía a las mujeres abortar mediante petición gratuita durante las primeras catorce semanas de su embarazo. El caso fue llevado originalmente a los tribunales por el Partido Popular en 2010, después de que el PSOE aclarara y liberalizara las leyes sobre el aborto del país.

### Situación jurídica
Las leyes nacionales sobre el aborto se modificaron en 2010 para permitir a las mujeres abortar libremente hasta la decimocuarta semana de embarazo sin justificación. Desde la semana catorce a la veintiuna, sólo se podrá practicar un aborto si existe una razón médica para ella, como por ejemplo que la madre esté en riesgo. A partir de la semana veintidós, sólo se podrán realizar abortos si se detectan anomalías fetales que sean incompatibles con la vida fuera del útero. Así lo confirmó el Tribunal Constitucional en febrero de 2023.
En España se apoya que los servicios de interrupción voluntaria del embarazo en la sanidad pública sean gratuitos. Esto incluye los servicios de aborto prestados en clínicas privadas tras derivaciones de médicos de la snaidad pública. Esto se debe a que estos costes los cubre la sanidad pública autonómica bajo la dirección del Sistema Nacional de Salud de España. Sin embargo, la implementación de las leyes sobre el aborto se deja en gran medida en manos de las comunidades autónomas y sus organismos sanitarios.

## Legislación en Cataluña
En Cataluña hay una serie de leyes y órdenes relacionadas con el aborto, que incluyen el establecimiento de cómo funcionan las clínicas, cómo se financian los procedimientos de aborto y cómo se cuentan los abortos con fines estadísticos. La Ordre d’1 d’agost de 1985, publicada en el DOGC núm, 573, de 9 d’agost de 1985, estableció cómo funcionarían las clínicas de aborto en Cataluña. La Ordre de 10 de desembre de 1986, publicada en DOGC núm. 779, de 17 de desembre de 1986, estableció el procedimiento catalán para la recogida de datos de conformidad con la normativa nacional Ley Orgànica 9/1985. La Ordre de 17 de novembre de 1992, publicada en DOGC núm. 1682, de 14 de desembre de 1992, estableció el proceso de acreditación en Cataluña de los centros de salud y clínicas donde se realizan abortos cumpliendo con Ley Organic 9/1985. El Decret 180/1994, de 13 de julio, publicado en DOGC núm. 180, de 27 de julio de 1994, modificó varios procedimientos que eran competencias del Departamento de Salud y Seguridad Social para ponerlos en conformidad con la Ley 30/1992.
En algunas industrias y en algunas regiones en general, han surgido leyes laborales y contextos de negociación colectiva que reconocen la necesidad de crear algunas adaptaciones para las mujeres embarazadas, ya que de lo contrario habría un riesgo para su salud y la de su feto. En 2002, entró en vigor en Cataluña uno de estos acuerdos con el Convenio Colectivo de Establecimientos Sanitarios de Hospitalización, Asistencia, Consulta y Anális Clinicos de Cataluña, Resolución de 12 de agosto de 2002 y el Convenio Colectivo de Talleres de Disminuidos Psíquicos de Cataluña, Resolución de 11 de abril de 2002.
Cataluña creó un registro de objetores de conciencia mediante el Decreto 175/2002, de 25 de junio. La Llei 5/2008, de 24 d'abril, publicada en el DOGC núm 5123, de 2 de maig de 2008, trataba del derecho de las mujeres a estar libres de la violencia masculina. El Decret 151/2017, de 17 d'octubre, publicado en DOGC núm.151, de 19 de octubre de 2017, estableció requisitos técnicos y sanitarios comunes para los proveedores de servicios de aborto, además de establecer procedimientos para su autorización y registro. La Ordre SLT/63/2020, de 8 de març, publicada en el DOGC núm. 8134, de 15 de maig de 2020, fijó el precio que pagaría el Servicio Catalán de la Salud por los abortos realizados en clínicas privadas que contrata los procedimientos del IVE.La Ordre SLT/71/2020, de 2 de juny, publicada en el DOGC núm. 8153, de 12 de juny de 2020, estableció las condiciones bajo las cuales los procedimientos de IVE realizados en clínicas privadas podrían facturarse al Instituto Catalán de la Salud. El Decreto 1/2022, de 4 de enero aprobó el Programa de Acción Estadística Anual 2022 relacionado con el aborto en la región.
En febrero de 2024, el Departamento de Interior de la Generalitat de Cataluña prohibió las concentraciones frente a clínicas médicas que realicen procedimientos de IVE donde los manifestantes tengan contacto visual con los pacientes. Esto se hizo en respuesta al anuncio del grupo católico antiaborto 40 días por la vida, que planeaban realizar una nueva ola de protestas frente a las clínicas durante la cuaresma. La prohibición se produjo tras intentos fallidos de mediar con este grupo.

### Legislativa nacional liderada por los partidos políticos catalanes
Los legisladores catalanes han estado involucrados a nivel nacional en el Congreso de Diputados tratando de cambiar las leyes nacionales de aborto de España. En 23 de abril de 1990, el Grupo Parlamentario Izquierda Unida-Iniciativa per Catalunya presentó una nueva propuesta sobre la regulación del aborto en las Cortes. Lo intentaron de nuevo el 22 de noviembre de 1993. El 2 de junio de 1995, el Grupo Parlamentario Federal Izquierda Unida-Iniciativa per Catalunya lo intentó de nuevo y se votó en el pleno del 19 de septiembre de 1995. Hubo cincuenta votos a favor, ciento sesenta y tres en contra y noventa y cuatro abstenciones. El Grupo Parlamentario Federal Izquierda Unida-Iniciativa per Catalunya volvió a presentar en las Cortes una propuesta sobre la regulación del aborto el 12 de abril de 1996.
En noviembre de 1995, el PSOE abrió un debate en el Congreso de Diputados sobre una propuesta de ley sobre el aborto. El Partido Nacionalista Vasco-Eusko Alkartasuna (PNV), de base regional, se abstuvo en la votación sobre el avance de la legislación, mientras que los partidos nacionales del Partido Popular (PP) y el partido catalán Convergència i Unió (CiU) presentaron enmiendas a la propuesta de ley que no fueron aceptados. Si bien PSOE e Izquierda Unida querían que el Senado de España tramitara urgentemente la ley, no pudieron hacerlo porque el Senado estaba controlado por el PP con el apoyo de CiU.

## Evolución en Cataluña

### España delsigloXIX(1810 – 1872)
Es casi seguro que las mujeres nacidas alrededor de 1860 en Cataluña utilizaban algún método anticonceptivo, ya que el número de hijos que daban a luz rara vez superaba los cuatro. El Código Penal de 1870 trataba el aborto desde los artículos 425 al 428. El aborto en este caso no solo incluía a las mujeres que participaban en intervenciones voluntarias de su embarazo sino también en la violencia ejercida contra las mujeres donde la vida del feto terminaba contra la voluntad de la embarazada. Cuando los hombres violentos tenían la intención de matar al feto, el castigo era más severo que si la violencia contra la mujer tuviera como resultado la interrupción accidental de su embarazo. La ley también incluía castigos para los médicos que practicaban abortos y contra los farmacéuticos que proporcionaban medicamentos que sabían que darían lugar a la interrupción del embarazo. En la región se acusó a médicos y farmacéuticos de prestar servicios de aborto en este período.

### Restauración borbónica (1873-1923)
En la década de 1910 comenzaron a surgir grupos feministas seculares en ciudades de España. Sus principales objetivos eran dar a las mujeres más autonomía en la vida política, cultural y económica española. A sus demandas se sumó la exigencia del sufragio femenino a partir de 1919. Estas mujeres encontraron mucha resistencia por parte de los hombres con poder en la sociedad española, quienes las etiquetaban como locas, tontas, maridas, anglófilas, ateas y enemigas de la familia cristiana. Las primeras feministas radicadas principalmente en Barcelona rara vez hablaban del aborto.
En agosto de 1877, Juan Tarral y Rosa Mauri de Barcelona fueron indultados por el gobierno de Madrid después de haber sido condenados a dos años y cuatro meses cada uno tras una pérdida fetal que, según las autoridades, fue resultado de un aborto ilegal.

### Segunda República (1931 – 1939)
La organización Mujeres Libres y la doctora Amparo Poch y Gascón fueron algunos de los defensores más acérrimos de la legalización del aborto en Cataluña durante este período, aunque Poch adoptó una línea más conservadora y sólo cuando fuera médicamente necesario. Los miembros catalanes de la UGT también intentaron alentar al gobierno nacional a intentar implementar reformas similares a nivel nacional, pero con un éxito limitado. En Cataluña se estaban distribuyendo obras sobre anticonceptivos, incluyendo información sobre los pros y contras de los distintos tipos. Parte de las razones por las que los anarquistas en Cataluña apoyaron el aborto legal fue porque a pesar de la importancia y disponibilidad de los anticonceptivos, a veces podían fallar.
Los esfuerzos de estas activistas feministas y anarquistas dieron sus frutos el 25 de diciembre de 1936 cuando en Cataluña se legalizó el aborto electivo durante las primeras 12 semanas de embarazo. El decreto fue firmado formalmente por Josep Tarradellas el 9 de enero de 1937 en el Diari Oficial de la Generalitat de Catalunya, núm.9 . Como resultado, Cataluña se convirtió en uno de los lugares más progresistas de Europa en lo que respecta a la legislación relacionada con el aborto. Al mismo tiempo, la ley no contemplaba la posibilidad de que existieran objetores de conciencia.
Tras el Decreto del 25 de diciembre de 1936 que legalizó el aborto en Cataluña, diez hospitales comenzaron a ofrecer IVE, cuatro de ellos ubicados en la ciudad de Barcelona y los demás repartidos por diferentes localidades de la región. A pesar de la disponibilidad legal del aborto, muchas mujeres dudaban en utilizarlo porque en su mayoría el personal estaba compuesto por hombres y no había personal femenino en el área de salud reproductiva.
Las clínicas y hospitales que practicaban abortos tras la legalización de la Segunda República estaban ubicadas en Barcelona, Lérida, Badalona e Igualada. Durante la Segunda República, el Hospital Clínico de Cataluña en Barcelona era un hospital de cuarenta camas. Una de las salas que allí había específicamente en ese momento estaba dedicada a brindar servicios de aborto. La existencia de esta sala se debió en parte al trabajo de anarquistas y feministas que trabajaron en reformas a nivel regional durante diez meses antes de que finalmente encontraran el éxito en el hospital y legislativamente. Habían presionado para que se aprobara la ley con el fin de intentar eliminar tanto los abortos clandestinos como el infanticidio y el aumento de la mortalidad infantil. Estos esfuerzos también contaron con el apoyo de la promoción de los servicios de planificación familiar.
El gobierno catalán publicó un trabajo titulado La reforma eugénica del aborto tras la aprobación de la ley con el fin de informar a las mujeres sobre sus derechos relacionados con el aborto. También hicieron una campaña en la radio para intentar llegar a más mujeres. A pesar de esto, el gobierno regional no tuvo mucho éxito en llegar a las mujeres de clase trabajadora, el grupo principal que esperaban se beneficiaría de la ley.
No todos estaban a favor de la legalización del aborto en Cataluña durante este periodo. Josep A. Vandellós publicó un trabajo en 1935 sobre la baja tasa de natalidad general y el descenso de la natalidad en Cataluña durante las décadas anteriores, alegando que estaba provocando graves problemas demográficos. Afirmó que mantener el número de población era importante para la preservación de las ciudades y la preservación de la identidad cultural catalana. Las cifras de población, dijo, solo se mantuvieron debido a las cifras de inmigración, que representaban problemas mayores para el estado español a medida que la inmigración cambiaba las características étnicas. A menos que esto se detuviera, los catalanes se convertirían en una minoría dentro de Cataluña. Algunas de sus ideas fueron retomadas por la derecha catalana en su enfoque del control de la natalidad. Se opuso a los subsidios económicos para la fertilidad, políticas que el régimen de Franco adoptaría activamente, y en cambio favoreció tratar de promover una mayor fertilidad por razones patrióticas, morales y religiosas. Declaró explícitamente que no se debían distribuir anticonceptivos, lo que hizo el régimen de Franco al ilegalizar su distribución.

### España Franquista (1939 – 1975)
El régimen franquista encontró un aliado en sus creencias y práctica antiabortistas en la Iglesia Católica, tanto en Cataluña como en España. Algunos dentro de la Iglesia Católica escribieron en apoyo de la ley, incluido el padre Jaime Pujiula, profesor del Colegio Máximo de San Ignacio de Sarriá y miembro de la Real Academia de Ciencias de Madrid y de la Academia de Medicina de Barcelona.
En 1964 se realizó una encuesta a 125 médicos en Barcelona sobre el uso de métodos anticonceptivos que los médicos creían que estaban usando sus pacientes. Este fue uno de los primeros intentos del régimen de Franco de investigar el tema, y su método de muestreo era muy poco confiable en términos de poder comprender las prácticas anticonceptivas entre la población española en general.

#### Enjuiciamiento del aborto
Las mujeres fueron enviadas a prisión en Cataluña durante el franquismo por haber abortado. En el período comprendido entre 1971 y 1975 se abrieron procesos penales preliminares contra mujeres por presuntamente haberse practicado un aborto. Durante este periodo, Madrid ocupó el primer lugar en sumarios administrativos relacionados con el aborto con 84. La provincia de Barcelona tuvo 70.
En 1971, la provincia de Barcelona impulsó los sumarios de mayor urgencia, ordinarios y demás del Título IV de la Ley de Enjuiciamiento Criminal por el delito de aborto. Ese año hubo 21 resúmenes. En segunda posición quedó Madrid con 18, seguida de Asturias con trece, Pontevedra con 12 y Vizcaya con siete. En 1972, la provincia de Murcia impulsó los sumarios de mayor urgencia, ordinarios y demás del Título IV de la Ley de Enjuiciamiento Criminal por el delito de aborto. Ese año hubo 25 resúmenes. En segunda posición quedaron Barcelona y Madrid con 22, seguidas de Asturias con trece y Vizcaya con ocho.
En 1973, Asturias era la provincia con más diligencias previas incoadas por el delito de aborto. Aquí se abrieron 54 procedimientos. Madrid fue segunda con 15, León tercera con catorce, La Coruña cuarta con once y Barcelona quinta con seis.En 1973, la provincia de Barcelona impulsó los sumarios de mayor urgencia, ordinarios y demás del Título IV de la Ley de Enjuiciamiento Criminal por el delito de aborto. Ese año hubo 20 resúmenes. En segunda quedó Madrid con catorce, con Asturias en tercer lugar con once, León en cuarto con diez y Pontevedra en quinto con octavo.
En 1975, Asturias era la provincia con más diligencias previas incoadas por el delito de aborto. Aquí se abrieron noventa y dos procedimientos. Madrid y Barcelona quedaron empatados en segundo lugar con trece cada uno. Santa Cruz de Tenerife fue cuarta con ocho. Valladolid y León empataron en el quinto puesto con seis cada uno. En 1975, la provincia de Madrid acogió los sumarios de mayor urgencia, ordinarios y demás del Título IV de la Ley de Enjuiciamiento Criminal por el delito de aborto. Ese año hubo catorce resúmenes. En segunda posición quedó Asturias con seis, Vizcaya y Valladolid en tercer lugar con cuatro, y Valencia, Sevilla y Barcelona en quinto lugar con tres.
| Ubicación | Ubicación | Años | Años | Años | Años | Años | Años  |
| Provincia | Region    | 1971 | 1972 | 1973 | 1974 | 1975 | Total |
| --------- | --------- | ---- | ---- | ---- | ---- | ---- | ----- |
| Barcelona | Cataluña  | 4    | 5    | 6    | 4    | 13   | 32    |
| Gerona    | Cataluña  | 0    | 2    | 2    | 0    | 0    | 4     |
| Lérida    | Cataluña  | 0    | 0    | 0    | 1    | 0    | 1     |
| Tarragona | Cataluña  | 0    | 1    | 1    | 1    | 0    | 3     |
| España    | España    | 90   | 110  | 147  | 82   | 173  | 605   |

| Ubicación | Ubicación | Años | Años | Años | Años | Años | Años  |
| Provincia | Región    | 1971 | 1972 | 1973 | 1974 | 1975 | Total |
| --------- | --------- | ---- | ---- | ---- | ---- | ---- | ----- |
| Barcelona | Cataluña  | 21   | 22   | 20   | 4    | 3    | 70    |
| Gerona    | Cataluña  | 0    | 2    | 4    | 1    | 2    | 9     |
| Lérida    | Cataluña  | 1    | 0    | 1    | 0    | 0    | 2     |
| Tarragona | Cataluña  | 6    | 1    | 1    | 2    | 1    | 11    |
| España    | España    | 122  | 157  | 145  | 112  | 66   | 602   |

### Transición democrática (1975 – 1982)
Los cambios comenzaron a producirse en la enfermería en la sanidad pública en el período de transición democrática de 1975 a 1984. Uno de esos cambios estuvo en el estudio de los modelos teóricos de atención de enfermería por parte de los estudiantes de enfermería. Uno de los principales modelos españoles para este tipo de cuidados fue el desarrollado por Concha Germán Bes, afincada en Zaragoza, y otro por la catalana Teresa Piulachs Moles.
Con el fin de la dictadura, las feministas en Cataluña comenzaron a hacer demandas públicas relacionadas con el derecho al aborto. Iniciaron una campaña por la amnistía para las mujeres que habían sido encarceladas por abortar en 1976. Comenzaron a hacer campaña por la legalización del aborto y los anticonceptivos en 1977, junto con la liberación sexual de la mujer. Criticaron la nueva constitución de España de 1978, incluida la legalización del aborto. Estaban particularmente preocupadas por el artículo 15 de la Constitución española porque creían que obstaculizaría la posibilidad de legalizar el aborto. Se movilizaron para intentar cambiar el texto. Las Jornadas Estatales de Granada, una importante conferencia feminista, tuvieron lugar en diciembre de 1979. Uno de los temas principales fue la sexualidad femenina. Participó el Colectivo DAIDA, que abogó por el derecho al aborto. El Partit Femenista de Catalunya organizó las 1 Jornadas de Sexualidad Femenina en diciembre de 1980. Las feministas asistentes discutieron el tema del aborto. La Fundación Joan Miró acogió las Jornadas sobre Sexualidad y Libertad del Moviment de Critical Radical en Barcelona en enero de 1980. El aborto fue uno de los temas de los que se habló en el contexto de la sexualidad de las mujeres. La jornada consideró que el aborto era agresivo e indeseable pero que, no obstante, debería legalizarse. En abril de 1980, las feministas realizaron una protesta en Barcelona frente al ayuntamiento para condenar el fin de la campaña de Planificación Familiar de la ciudad.
Los esfuerzos feministas en Cataluña y otras partes de España dieron sus frutos: los anticonceptivos se despenalizaron a nivel nacional en 1978. El aborto fue un tema en las elecciones municipales de 1979. Durante las elecciones municipales, las feministas exigieron que se permitiera a las mujeres elegir libremente abortar, y que los abortos fueran gratuitos y pagados a través de la Seguridad Social. También exigieron que la Seguridad Social proporcionara anticonceptivos gratuitos tanto para hombres como para mujeres, y que se apoyara la investigación para proporcionar nuevos métodos anticonceptivos. También exigieron amnistía para delitos específicos, incluido el aborto, y que se abrieran centros de información sobre salud sexual para brindar información a quienes la desearan.

#### Grupos feministas por el derecho al aborto
El Movimiento Democrático de Mujeres (MDM) fue una de las organizaciones que ayudó a las mujeres en España a realizar abortos clandestinos desde finales de la década de 1960 y hasta las primeras etapas de la transición democrática. Inicialmente tenían su base en Cataluña antes de brindar asistencia a nivel nacional.
Mujeres Autónomas de Barcelona fue un grupo feminista en el período de transición democrática que creía que las mujeres estaban fundamentalmente oprimidas por su sexo. Rechazaron el marxismo porque lo veían como un sistema centrado exclusivamente en reducir la desigualdad económica y no en una desigualdad más amplia en la sociedad. A pesar de apoyar la legalización del aborto, boicotearon las elecciones generales españolas de 1977 y no firmaron ni apoyaron las propuestas electorales presentadas relacionadas con los derechos de las mujeres.
LAMAR (Lucha Antiautoritaria de Mujeres Autónomas Revolucionarias) fue un grupo fundado en Barcelona en 1976 por exintegrantes del Colectivo Feminista de Barcelona, abandonándolo tras las I Jornadas Catalanas de la Dona. Sus intereses incluían ayudar a las mujeres a aprender sobre anticoncepción. La división se produjo por desacuerdos en las tácticas electorales antes de las elecciones generales españolas de 1977. Las mujeres de LAMAR no querían involucrarse directamente en política porque consideraban que el proceso era sexista. Finalmente se disolvieron en 1977.

Colectivo Autoayuda Hanna Muck fue un grupo de salud de autoayuda para mujeres fundado en Barcelona a finales de los años 1970. Se inspiraron en el libro de Leonor Taboada.
DAIA (Dones per l’Autoconeixement I l’Autoconcepciò) fue un importante grupo feminista que trabajó por el derecho al aborto en el período de transición. Las reuniones se celebraron periódicamente en el Bar Zurich de la plaza de Cataluña hasta que finalmente consiguieron una oficina situada en la calle de Caspe. Se integraron en la Coordinadora Feminista de Barcelona en 1977. La DAIA no ofrecía servicios de aborto sino que proporcionaba a las mujeres información y recursos relacionados con el aborto y la anticoncepción. A veces organizaban viajes a Londres y Amsterdam donde las mujeres podían abortar. Entre quienes utilizaron sus servicios se encontraban estudiantes, madres, esposas de militares y esposas de funcionarios franquistas. Cuando no se podían organizar viajes al extranjero para realizar abortos, a veces buscaban médicos que pudieran realizar abortos en casas privadas o en el consultorio médico. Entre las mujeres que pertenecieron al grupo se encontraban Rosa Ros, Rosa Almirall, Marcel La Güell, Nieves Simal y Anne de Naeyer.

#### Las 11 de Basauri
La sentencia judicial de Las 11 de Basauri movilizó a feministas de toda España. El caso daría lugar a que las mujeres aragonesas intentaran cambiar las leyes nacionales y abrir un debate en la sociedad española si, a nivel legal, los embriones deberían tener los mismos derechos que las mujeres, que también tienen derechos reconocidos constitucionalmente. Numerosos grupos feministas de toda España apoyaron a las mujeres procesadas en el juicio de Las 11 de Basauri. Mujeres de toda Cataluña se movilizaron en su favor entre 1979 y 1982.Las mujeres de Barcelona realizaron manifestaciones de apoyo a las mujeres.
Como resultado del juicio de once mujeres en Bilbao en 1979, 1.357 firmaron una carta pública durante un período de 72 horas afirmando que habían tenido un aborto voluntario en el extranjero como medio de apoyo a las procesadas. Entre los firmantes de la carta se encontraban actores, cantantes, médicos, abogados, políticos, profesores, autores y periodistas. La carta fue fruto de una iniciativa iniciada en Barcelona.
En 1982 se celebró una protesta frente al Palacio de la Generalidad en Barcelona en apoyo de Las 11 de Basauri. Para entonces ya llevaban seis años en prisión. Al menos una mujer había sido denunciada por su exmarido. Además de las penas de prisión, los fiscales buscaban despojar a las acusadas de su derecho al voto. En la protesta de Barcelona, la policía atacó violentamente a las manifestantes e infligió heridas en la cabeza a varias de las mujeres.

#### Estadísticas
La encuesta de resultados realizada a estudiantes de la Universidad Autónoma de Barcelona en 1976 encontró que el 4,8% de esas mujeres había tenido al menos un aborto.
En 1978, Cataluña era la región con mayor porcentaje de mujeres trabajando fuera del hogar, un 35%. Por el contrario, Andalucía fue la más baja, con sólo el 20% de las mujeres trabajando fuera del hogar. En 1978, entre las mujeres de Cataluña casadas, el 35% nunca había utilizado ningún método anticonceptivo y el 65% no tenía hijos. Castilla la Nueva y Cataluña fueron las regiones donde la mayoría de las mujeres practicaban el control de la natalidad antes de tener su primer hijo, probablemente influenciadas en gran medida por la presencia de la ciudad de Madrid y la ciudad de Barcelona respectivamente, ya que pertenecían a estas regiones. Las mujeres casadas que no estaban embarazadas ni eran estériles en Madrid y Barcelona en 1978 tenían muchas más probabilidades de utilizar métodos anticonceptivos que mujeres similares en el resto de España. Alrededor del 62% de estas mujeres en Madrid y Barcelona utilizaron métodos anticonceptivos, mientras que el 32% de las mujeres que no tuvieron hijos utilizaron anticonceptivos.

### Felipe González (1982 – 1996)
De 1981 a 1990, las mujeres que abortaron y quienes los practicaban fueron detenidas, procesadas y condenadas en Cataluña. El 8 de mayo de 1983 se celebró una protesta en la plaza de la Universitat de Barcelona en apoyo del derecho al aborto.
En noviembre de 1985, pocos meses después de la despenalización del aborto, tuvieron lugar en Barcelona las Jornadas Feministes Estatales organizadas por la Coordinadora Estatal d’Organitzacions Feministes, el encuentro estatal de asambleas feministas de toda España. Durante el encuentro, 30 feministas anunciaron que habían abortado. Dos ginecólogos también anunciaron que habían practicado abortos ilegales a dos mujeres jóvenes, una de seis semanas de embarazo y otra de siete semanas de embarazo. Como el aborto seguía siendo ilegal si las mujeres habían viajado al extranjero para hacerse uno y las mujeres seguían siendo procesadas por abortar, las 4.000 mujeres presentes acordaron incriminarse a sí mismas en el caso de que las treinta mujeres enfrentaran consecuencias legales por reconocer que habían abortado.
En 1986, la Coordinadora Estatal de Organizaciones Feministas organizó una campaña denominada "Estamos haciendo abortos", durante la cual se practicaron abortos públicamente en Barcelona, Oviedo, La Coruña, Bilbao, Pamplona, Madrid, Tarragona y Cantabria para denunciar los límites de los límites de la ley del aborto de 1985. En 1989, el gobierno regional autorizó la apertura de cinco clínicas privadas para realizar procedimientos de IVE. A partir de ese momento, la mayoría de los abortos en la región comenzaron a realizarse en clínicas privadas.

##### Legalización del aborto en 1985 e implicaciones para Cataluña
La mayoría de los grupos médicos en España se oponían a la despenalización del aborto. Entre ellos se encontraban los Médicos Cristianos de Cataluña. Había algunos grupos médicos que estaban a favor de la despenalización del aborto en España. Entre ellos se encontraba el Centro de Análisis y Programas Sanitarios de Barcelona.
La legalización del aborto en 1985 no fue un factor importante que contribuyó a la baja tasa de natalidad de Cataluña en 1993. Después de que se despenalizara el aborto en 1985, durante los dos primeros años sólo se permitió legalmente que las IVE se realizaran en hospitales públicos, con 281 abortos realizados en ese periodo. La mayoría de ellos tuvieron lugar en el Hospital del Mar de Barcelona y participaron mujeres que padecían SIDA.

#### Estadísticas
En 1987, Cataluña utilizó un método diferente al del resto del país para recopilar datos sobre el número de procedimientos de IVE realizados en la región. Cataluña empezó a ajustarse a las normas nacionales de recogida de datos en 1990.
Los investigadores y el gobierno sabían que había un subregistro del número de abortos que tuvieron lugar en España en 1990. El subregistro en Extremadura, Cataluña y el País Vasco fue alto, con estadísticas oficiales que no reportan cinco de cada diez abortos que tuvieron lugar en esas regiones ese año. El subregistro en Cataluña en 1990 fue de alrededor de 6.000 procedimientos totales de IVE.
Entre el 2 de agosto de 1985 y el 10 de junio de 1987 se registraron 198 abortos en la región. En toda España, en el período comprendido entre 1987 y 1995, las regiones donde el embarazo tenía más probabilidades de terminar en aborto fueron Asturias, Cataluña, Madrid y Aragón. Como resultado de la apertura de clínicas privadas en 1989, el número de abortos aumentó de 281 entre 1985 y 1987 a 1.981 en un período de seis meses en 1989. Desde 1989 hasta finales de 1990, sólo cuatro de cada cien IVE se realizaron en la región tuvo lugar en hospitales públicos.
Entre 1990 y 1995, la tasa de embarazo de niñas de quince a diecinueve años se redujo en un dos por ciento. En 1995, hubo más embarazos entre niñas adolescentes en la región que terminaron en aborto que de nacidos vivos. El porcentaje de embarazos de niñas adolescentes en la región en 1995 que terminaron en abortos en lugar de nacimientos vivos fue notablemente mayor que en 1990. En toda España, para las mujeres de cuarenta a cuarenta y cuatro años, la tasa de fertilidad en general cayó en el período comprendido entre 1990 y 1995. Sólo en Asturias, Cataluña y La Rioja hubo un aumento para este grupo de edad en este período. De 1990 a 1995, la tasa de fertilidad a nivel nacional para mujeres de treinta a treinta y cuatro años aumentó un 10%, con grandes grados de variación de una región a otra. En el País Vasco, Aragón y Cataluña el incremento para este grupo de edad se sitúa entre el diecisiete y el dieciocho por ciento.
Desde la autorización de las clínicas privadas de la IVE en 1989 hasta diciembre de 1990, el 91% de las mujeres que abortaron legalmente en clínicas privadas lo hicieron por el riesgo de peligro psicológico para la gestante. Alrededor de la mitad de las mujeres que abortaron en ese período eran solteras y menores de 24 años.
En 1992, 718 mujeres en Cataluña recibieron financiación a través del Programa de Maternidad en Riesgo de la región dirigido por la Asociación Salud y Familia. De esas 718 mujeres, el 17% eran extranjeras.
La tasa de fertilidad en Cataluña cayó de 2,73 hijos por mujer en 1975 a 1,20 hijos por mujer en 1993. Durante el mismo período, la edad media en la que una mujer fue madre por primera vez aumentó de 28,3 años en 1973 a 29,8 años en 1993. En 1996 se realizaron en Andalucía 7.217 abortos. Siete eran residentes de Cataluña.
| Año  | Provincia | 1.er cuarto | 2.º cuarto | 3.er cuarto | 4.º cuarto | Total | Ref     |
| ---- | --------- | ----------- | ---------- | ----------- | ---------- | ----- | ------- |
| 1987 | Cataluña  | 77          | 105        | 97          | 122        | 401   | [ 101 ] |
| 1987 | Barcelona | 36          | 33         | 32          | 66         | 167   | [ 101 ] |
| 1987 | Gerona    | 2           | 1          | 2           | 1          | 6     | [ 101 ] |
| 1987 | Lérida    | 2           | 2          | 7           | 1          | 12    | [ 101 ] |
| 1988 | Cataluña  | 122         | 111        | 110         | 101        | 444   | [ 101 ] |
| 1988 | Barcelona | 74          | 66         | 64          | 46         | 250   | [ 101 ] |
| 1988 | Gerona    | 2           | 1          | 9           | 3          | 15    | [ 101 ] |
| 1988 | Lérida    | 3           | 6          | 3           | 4          | 16    | [ 101 ] |

| Región               | 1987 | 1988  | 1989  | 1990 | Ref     |
| -------------------- | ---- | ----- | ----- | ---- | ------- |
| España               | 1.99 | 3.07  | 3.56  | 4.29 | [ 102 ] |
| Andalucía            | 0.31 | 1.80  | 1.75  | 1.21 | [ 102 ] |
| Aragón               | 0.89 | 1.88  | 2.52  | 4.12 | [ 102 ] |
| Asturias             | 6.81 | 10.40 | 10.54 | 9.89 | [ 102 ] |
| Islas Baleares       | 1.16 | 2.88  | 3.67  | 6.56 | [ 102 ] |
| Islas Canarias       | 1.39 | 0.77  | 1.47  | 3.76 | [ 102 ] |
| Cantabria            | 3.12 | 6.46  | 6.57  | 6.13 | [ 102 ] |
| Castilla-La Mancha   | 1.63 | 2.19  | 2.68  | 2.87 | [ 102 ] |
| Castilla y León      | 2.85 | 5.52  | 5.90  | 5.88 | [ 102 ] |
| Cataluña             | 0.31 | 0.34  | 0.33  | 5.21 | [ 102 ] |
| Comunidad Valenciana | 4.14 | 4.53  | 6.51  | 6.63 | [ 102 ] |
| Extremadura          | 1.10 | 1.59  | 2.04  | 1.66 | [ 102 ] |
| Galicia              | 0.77 | 1.39  | 1.75  | 2.33 | [ 102 ] |
| Madrid               | 4.91 | 6.33  | 7.3   | 6.65 | [ 102 ] |
| Murcia               | 1.29 | 2.15  | 2.65  | 2.76 | [ 102 ] |
| Navarra              | 2.41 | 2.72  | 2.54  | 1.80 | [ 102 ] |
| País Vasco           | 1.25 | 2.81  | 3.34  | 2.99 | [ 102 ] |
| La Rioja             | 1.80 | 2.44  | 3.46  | 3.87 | [ 102 ] |
| Ceuta y Melilla      | 0.22 | 1.44  | 1.17  | 0.74 | [ 102 ] |

| Año                  | 1987               | 1987             | 1987                   | 1990               | 1990             | 1990                   | 1995               | 1995             | 1995                   | ref    |
| CCAA                 | Tasa de fertilidad | Tasa de embarazo | % abortos por embarazo | Tasa de fertilidad | Tasa de embarazo | % abortos por embarazo | Tasa de fertilidad | Tasa de embarazo | % abortos por embarazo | ref    |
| -------------------- | ------------------ | ---------------- | ---------------------- | ------------------ | ---------------- | ---------------------- | ------------------ | ---------------- | ---------------------- | ------ |
| Andalucía            | 23.99              | 24.34            | 0.77                   | 180.03             | 19.16            | 5.26                   | 12.48              | 16.50            | 24.00                  | [ 98 ] |
| Aragón               | 9.54               | 10.09            | 4.99                   | 7.47               | 10.24            | 26.85                  | 3.94               | 8.70             | 54.40                  | [ 98 ] |
| Asturias             | 16.73              | 21.11            | 20.63                  | 11.86              | 19.83            | 40.07                  | 6.86               | 13.40            | 48.47                  | [ 98 ] |
| Islas Baleares       | 18.32              | 19.07            | 3.70                   | 15.13              | 19.03            | 20.33                  | 9.26               | 14.32            | 35.37                  | [ 98 ] |
| Cantabria            | 12.13              | 13.88            | 12.27                  | 10.17              | 14.19            | 28.32                  | 4.80               | 7.95             | 39.02                  | [ 98 ] |
| Castilla-La Mancha   | 12.49              | 13.60            | 7.70                   | 11.29              | 13.78            | 17.71                  | 7.65               | 10.48            | 26.50                  | [ 98 ] |
| Castilla y León      | 13.34              | 15.38            | 12.88                  | 9.85               | 15.33            | 35.30                  | 5.63               | 9.73             | 41.97                  | [ 98 ] |
| Cataluña             | 10.61              | 10.87            | 1.91                   | 7.56               | 11.50            | 339.91                 | 4.83               | 11.22            | 56.83                  | [ 98 ] |
| Comunidad Valenciana | 12.24              | 14.74            | 16.85                  | 9.63               | 14.17            | 31.65                  | 6.25               | 10.78            | 41.86                  | [ 98 ] |
| Extremadura          | 24.22              | 25.01            | 2.94                   | 18.06              | 19.41            | 6.75                   | 11.63              | 15.00            | 22.15                  | [ 98 ] |
| Galicia              | 23.14              | 23.83            | 2.47                   | 15.71              | 17.06            | 7.48                   | 8.04               | 11.04            | 26.74                  | [ 98 ] |
| Madrid               | 10.68              | 14.10            | 23.88                  | 7.35               | 11.65            | 36.71                  | 4.42               | 9.01             | 50.85                  | [ 98 ] |
| Murcia               | 23.42              | 24.19            | 2.73                   | 18.90              | 20.48            | 7.20                   | 12.77              | 15.85            | 19.13                  | [ 98 ] |
| Navarra              | 7.48               | 9.63             | 22.39                  | 6.19               | 8.15             | 24.10                  | 3.29               | 4.46             | 25.00                  | [ 98 ] |
| País Vasco           | 6.86               | 8.02             | 13.92                  | 4.60               | 7.10             | 34.97                  | 2.66               | 4.75             | 43.72                  | [ 98 ] |
| La Rioja             | 11.28              | 12.77            | 10.83                  | 7.68               | 9.99             | 22.11                  | 3.75               | 6.89             | 45.59                  | [ 98 ] |

| Rango de edades | Año      | 1987               | 1987             | 1987                   | 1990               | 1990             | 1990                   | 1995               | 1995             | 1995                   | Ref    |
| Rango de edades | Región   | Tasa de fertilidad | Tasa de embarazo | % abortos por embarazo | Tasa de fertilidad | Tasa de embarazo | % abortos por embarazo | Tasa de fertilidad | Tasa de embarazo | % abortos por embarazo | Ref    |
| --------------- | -------- | ------------------ | ---------------- | ---------------------- | ------------------ | ---------------- | ---------------------- | ------------------ | ---------------- | ---------------------- | ------ |
| 15-19           | Cataluña | 10.61              | 10.87            | 1.91                   | 7.56               | 11.50            | 339.91                 | 4.83               | 11.22            | 56.83                  | [ 98 ] |
| 20-24           | Cataluña | 52.32              | 53.14            | 1.18                   | 49.79              | 48.42            | 15.43                  | 21.89              | 33.46            | 34.35                  | [ 98 ] |
| 20-24           | España   | 61.42              | 67.16            | 4.63                   | 50.48              | 75.01            | 11.10                  | 28.23              | 36.52            | 22.42                  | [ 98 ] |
| 25-29           | Cataluña | 105.25             | 106.44           | 0.67                   | 102.27             | 109.07           | 5.91                   | 81.99              | 92.13            | 10.71                  | [ 98 ] |
| 25-29           | España   | 111.16             | 114.30           | 2.31                   | 102.38             | 108.07           | 4.94                   | 80.43              | 87.55            | 7.87                   | [ 98 ] |
| 30-34           | Cataluña | 67.46              | 68.24            | 0.71                   | 73.99              | 80.17            | 7.44                   | 87.18              | 95.18            | 8.15                   | [ 98 ] |
| 30-34           | España   | 73.70              | 76.41            | 3.08                   | 76.35              | 81.47            | 5.92                   | 84.18              | 90.25            | 6.43                   | [ 98 ] |
| 35-39           | Cataluña | 25.07              | 25.61            | 1.54                   | 24.94              | 30.04            | 16.66                  | 30.62              | 36.79            | 16.44                  | [ 98 ] |
| 35-39           | España   | 30.26              | 32.27            | 5.52                   | 28.00              | 32.20            | 12.61                  | 31.42              | 36.16            | 12.73                  | [ 98 ] |
| 40-44           | Cataluña | 5.43               | 5.68             | 3.41                   | 4.29               | 6.39             | 32.46                  | 4.42               | 7.09             | 37.17                  | [ 98 ] |
| 40-44           | España   | 7.90               | 8.81             | 9.03                   | 5.80               | 7.75             | 24.22                  | 5.15               | 7.43             | 29.99                  | [ 98 ] |

### José María Aznar (1996 – 2004)
En 2000, 2.587 mujeres en Cataluña recibieron financiación a través del Programa de Maternidad en Riesgo de la región dirigido por la Asociación Salud y Familia. De esas 2.587 mujeres, el 40% eran extranjeras. Las mujeres inmigrantes en la Cataluña de los años 2000 no eran un grupo heterogéneo. Las mujeres de América, Europa del Este y África tenían más probabilidades de buscar una IVE por razones económicas. Por el contrario, las mujeres asiáticas eran más propensas a abortar porque no deseaban tener más hijos. Las mujeres asiáticas también tenían menos probabilidades que otros grupos de inmigrantes en Cataluña de no utilizar anticonceptivos o practicar el método del ritmo.

#### Estadísticas
En 1998, la región tenía una tasa promedio de abortos más alta que el promedio nacional. En 2001, las menores de Cataluña, Aragón, Islas Baleares, Madrid, Castilla y León y Asturias fueron las que más solicitaron la interrupción voluntaria del embarazo, superando la media nacional por comunidades autónomas del 49,15% de embarazos de niñas menores de 18 años que termina en un aborto.

### José Luis Rodríguez Zapatero (2004 - 2011)
El proceso para acceder al aborto en Cataluña a través de la sanidad pública era a menudo muy lento, implicaba mucha burocracia y las mujeres recibían un trato desigual. Fue una violación al artículo 4 de la ley del aborto que decía que la igualdad de acceso a los procedimientos de la IVE estaba garantizada por ley. Las capas adicionales de burocracia impuestas por estas regiones también pusieron en peligro en ocasiones la privacidad de las mujeres que solicitaban el procedimiento y las obligaron a absorber los costos financieros de un proceso que por ley, cuando era remitido por la salud pública, se suponía que era gratuito. En 2005, a las mujeres que cumplían los criterios para someterse a un aborto financiado con fondos públicos en Cataluña en centros acreditados se les pidió que se les colocara un DIU para evitar futuros abortos; las clínicas recibieron un subsidio para cubrir el costo del DIU. En ese momento, Cataluña evaluaba el estatus socioeconómico de las mujeres que solicitaban abortos y utilizaría esa evaluación para determinar qué porcentaje del procedimiento de IVE cubrirían: 25%, 50%, 75% o 100%. Este subsidio era limitado y no incluía el costo de la anestesia. Si no había ninguna clínica IVE cerca, la mujer debía cubrir ella misma el costo del viaje entre provincias, ya que ese costo tampoco estaba cubierto por el subsidio.
Las mujeres en Cataluña que intentaron acceder a servicios de aborto a través de la sanidad pública a menudo se vieron obligadas a pagar los costos por adelantado, a pesar de que se suponía que el proceso era gratuito, y costos que deberían haberles sido reembolsados pero que casi siempre nunca lo fueron. Si bien la salud pública en la región pudo haber tenido relaciones con las clínicas, a diferencia de otras regiones, la sanidad pública no reembolsó a las clínicas, sino que obligó a las mujeres a pasar por el proceso de reclamar el costo ellas mismas. En 2010, las mujeres de la región a veces tuvieron que esperar mucho tiempo desde que hicieron su primera cita hasta poder abortar. En Madrid y Cataluña este tiempo de espera podía ser de dos a tres semanas.
A mediados de la década de 2000, el sistema de salud de Cataluña mencionaba el aborto sólo en su plan relacionado con la sexualidad adolescente y no discutía cómo la región planeaba asegurar el acceso para este grupo de edad. Los sobres cerrados con información entregados a las mujeres que solicitaban el aborto exigido por la Ley 2/2010 de sanidad pública en 2010 tenían más de cuarenta páginas. Incluían información de asociaciones contra los derechos del aborto, nombres de clínicas de abortos que en realidad eran asociaciones diseñadas para disuadir a las mujeres de abortar.
En 2006, la Guardia Urbana de Barcelona detuvo a una mujer de 38 años llamada Meixia W. por realizar presuntamente abortos ilegales en una clínica clandestina de la calle de Trafalgar. El acoso de grupos antiaborto, jueces y miembros de la Guardia Civil a principios de 2008 dio lugar a que se abrieran causas penales contra mujeres en Madrid y Barcelona por haber abortado por una causa no cubierta por la ley de legalización del aborto de 1985, obligándolas a proporcionar declaraciones a las autoridades legales sobre por qué tenían una IVE. Para las mujeres que necesitaban abortos después de la semana 22, la situación empeoró aún más porque muchas clínicas privadas enfrentaban sus propios problemas legales como resultado del acoso de los activistas antiabortistas; por lo que dudaron en ayudar a estas mujeres. En 2007, el Ministerio de Sanidad informó que se habían abierto 208 denuncias contra clínicas de IVE, y algunas de las denuncias iniciales se registraron después de que las autoridades recibieron correos electrónicos sobre un centro. Al final, nadie fue acusado.
A partir de 2010, el Colegio de Médicos de Barcelona estableció que el personal médico podía reclamar la condición de objetor de conciencia en relación con la prescripción y suministro de la pastilla del día después a las mujeres. Sin embargo, esta afirmación sólo podría hacerse siempre que el personal médico no interfiriera ni tratara de impedir que su paciente buscara tratamiento y la píldora de otro proveedor.

#### Elecciones al Parlamento de Cataluña de 2010
Convergència i Unió llegó al poder en Cataluña tras las elecciones regionales catalanas de 2010 celebradas el 28 de noviembre. Su programa electoral representó un revés para las mujeres, al no mencionar temas como el aborto y el sexismo, y el embarazo sólo mencionado en el contexto de la preparación de las adolescentes para la maternidad. Por el contrario, la religión se mencionó treinta y seis veces en su programa, mientras que la familia se mencionó ochenta y cuatro veces. La austeridad también fue mencionada ocho veces.

#### Reforma de la ley nacional del aborto de 2010 y participación y respuesta catalana
En 2007, especialistas en salud pública como Juan Luís Beltrán Aguirre de la Universidad Pública de Navarra y organismos universitarios afiliados como el Observatorio de Bioética y Derecho de la Universidad de Barcelona comenzaron a intentar involucrar más abiertamente al público y a los políticos sobre la necesidad ética de la democracia del Estado y las instituciones para prestar servicios de IVE a través de instituciones públicas, y no permitir que unos miembros de la sociedad impongan a otros su moral que no esté alineada con la legislación española. Estos académicos y grupos afirmaron que los activistas contra el derecho al aborto estaban imponiendo su moralidad de manera coercitiva, negando a las mujeres su libertad a pesar de que esos activistas no se vieron afectados por las decisiones de esas mujeres al forzar el cierre o impedir la apertura de instalaciones de salud pública, y empujando la atención médica de las mujeres a instalaciones privadas.
La Izquierda Republicana, Izquierda Unida e Iniciativa Per Catalunya-Verds (ER-IU-ICV) trabajaron en disposiciones para legislar mejor el aborto en el Congreso de los Diputados. La realización de una subcomisión para estudiar y sacar conclusiones sobre la modificación de la ley fue aprobada en sesión plenaria el 16 de octubre de 2008. La subcomisión se constituyó formalmente el 22 de octubre de 2008 y celebró su primera reunión, una de nueve en total, el 30 de octubre de 2008.
El Congreso de Diputados votó el proyecto de una nueva ley sobre el aborto en septiembre de 2009. Se emitieron 183 votos a favor y 162 en contra. Entre los que votaron a favor se encontraban miembros de varios partidos regionales, incluido Partido Nacionalista Vasco, Esquerra Republicana de Catalunya, Bloque Nacionalista Galego, Iniciativa per Catalunya Verds y Nafarroa Bai. Entre los que votaron en contra se encontraban miembros de varios partidos regionales, incluyendo Convergència i Unió y Unión del Pueblo Navarro.

#### Estadísticas
En 2005, la región tuvo una tasa promedio de abortos más alta que el promedio nacional. En 2005, la razón citada para más del 95% de los abortos realizados en la región fue la salud materna. El 68% de los abortos realizados en la región en 2005 fueron los primeros que se realizaron las mujeres.
En 2006, 924 niñas menores de edad residentes en la región abortaron. Esto representó el 4,59% de todos los abortos realizados por mujeres que vivían en la región ese año. En Cataluña se produjeron alrededor de 27.000 abortos en 2008.
En 2009, Cataluña, Madrid, Murcia, Madrid, Islas Baleares y Andalucía tuvieron una tasa de aborto superior a la media nacional. La tasa fue de 16,1 abortos por cada 1.000 mujeres. Murcia tenía la segunda tasa más alta con 15,0 abortos por cada 1.000 mujeres y Madrid tenía la tercera tasa más alta con 14,5 abortos por cada 1.000 mujeres.En 2009, el 43% de las mujeres de la región conocieron sus opciones de aborto en un centro de salud pública. Esto en comparación con el promedio nacional del 43%.
En 2010 se realizaron 113.031 abortos en España. En 2014, el nivel nacional había caído un dieciséis por ciento a 94.706 abortos. En este periodo comprendido entre 2010 y 2014, Andalucía, Asturias, Islas Baleares, Islas Canarias, Cataluña, Madrid y Murcia se situaron por encima de los 11 abortos por cada 1.000 mujeres residentes. En Cataluña se realizaron 24.305 abortos en 2010. Este fue el segundo año consecutivo en el que el número total de procedimientos en Cataluña descendió.
| Año  | Cataluña | Ref    |
| ---- | -------- | ------ |
| 2010 | 2.7      | [ 28 ] |
| 2011 | 9.21     | [ 28 ] |
| 2012 | 23.64    | [ 28 ] |
| 2013 | 29.13    | [ 28 ] |
| 2014 | 34.05    | [ 28 ] |
| 2015 | 40.83    | [ 28 ] |
| 2016 | 41.59    | [ 28 ] |
| 2017 | 43.23    | [ 28 ] |
| 2018 | 46.85    | [ 28 ] |

### Mariano Rajoy (2011 - 2018)
A partir de 2011, el gobierno del presidente Artur Más inició una serie de profundos recortes a los programas sociales en la región. Al tratar de volver a ideas más tradicionales sobre la familia, Más implementó recortes que impactaron negativamente la libertad de las mujeres, tanto socialmente como en términos de lo que podían hacer con sus propios cuerpos.
During the Mariano Rajoy government, almost all information on the latest generation of contraceptives available from the public health system in the region were removed from health information points in public health, and policies specifically aimed at protecting the sexual freedom and health were defunded, putting groups vulnerable to sexual and reproductive health issues at risk like adolescents and immigrant women.
Si bien la mayoría de las interrupciones voluntarias del embarazo en Cataluña se produjeron en centros sanitarios privados a principios de la década de 2010, esto empezó a cambiar a mediados de la década. La mifepristona fue el método de IVE más utilizado en Cataluña en 2014.
El 40,5% del total de abortos en 2012 correspondieron a mujeres extranjeras, la mayoría procedentes de Bolivia, Marruecos, Ecuador y Rumanía. Las feministas en Cataluña argumentaron que el alto porcentaje de abortos entre las niñas inmigrantes era una razón por la que era importante brindar atención médica sexual y reproductiva a todas las mujeres, especialmente a las jóvenes. Algunos colectivos estaban trabajando para abordar las deficiencias en la atención sanitaria a inmigrantes en Cataluña a raíz del RDL 16/2012. Una de esas organizaciones fue Yo sí Sanidad Universal, cuyos voluntarios acompañaron a los inmigrantes al centro de salud pública para asegurarse de que recibieran servicios de salud pública. La Plataforma per una Atenció Sanitària Universal a Catalunya era un grupo que reunía a 36 grupos diferentes para coordinar dichos esfuerzos. También había una serie de grupos feministas que trabajaban para atender la salud sexual y reproductiva de las mujeres inmigrantes en cuestiones que iban desde el VIH hasta el aborto.
Las clínicas privadas se utilizaron a menudo por diversas razones en la década de 2010. Una razón fue que todavía existía mucho estigma social tanto para las mujeres que abortaban como para los ginecólogos que los practicaban. Otra razón fue que muchos ginecólogos de salud pública alegaron objeciones de conciencia por motivos religiosos, lo que dificultó que los establecimientos de salud pública contrataran personal en los IVE. Alrededor de 2018, alrededor de 305 de los 613 ginecólogos de Cataluña en los centros SISCAT optaron por no realizar procedimientos de IVE por motivos de objeción de conciencia.

#### Las reformas propuestas por Ruíz Gallardón en 2014 y la respuesta feminista
En diciembre de 2013, el Consejo de Ministros del Partido Popular aprobó un proyecto de ley llamado la Ley Orgánica de Protección de los Derechos del Concebido y la Mujer Embarazada. La ley representó una reversión de los derechos de las mujeres en España en lo que respecta al aborto, con la intención de dar marcha atrás a las reformas de la ley del aborto de 2010. El esfuerzo por cambiar la ley fue impulsado en gran medida por el ministro de Justicia, Alberto Ruiz-Gallardón. El proyecto de ley permitía el aborto en determinadas circunstancias específicas, como si una mujer había sido violada hasta la semana dieciséis de embarazo o si había "menoscabo importante y duradero" para la salud física o mental de la mujer o del feto hasta la semana veintidós del embarazo con al menos tres profesionales médicos aprobando el deterioro de salud. Incluso entonces, el proyecto de ley decía que si las mujeres recibían ese diagnóstico sobre su salud de su médico original y de otros dos de los centros de salud que tenía que visitar para la evaluación, la mujer tendría que recibir información verbal sobre las alternativas al aborto y esperar siete días antes de que pudiera completarse el procedimiento. En aquel momento, el tiempo de espera para la contemplación era de tres días. El proyecto de ley también estipulaba que los menores debían obtener el consentimiento de sus padres o tutores legales antes de someterse a un aborto. El proyecto de ley permitía el procesamiento penal de mujeres que tuvieran abortos que no cumplieran con estos requisitos, y decía que los médicos que realizaran abortos fuera de los nuevos requisitos legales podrían recibir penas de prisión de uno a ocho años. Además, el proyecto de ley prohibía a cualquier centro médico anunciar que ofrecía procedimientos de IVE.
Las feministas de la región se movilizaron en 2013 y 2014 en respuesta a los cambios propuestos en la ley del aborto por Alberto Ruiz Gallardón, siendo en algunos casos las movilizaciones más grandes desde mediados de la década de 1980. La ruta de la marcha del 1 de febrero de 2014 El tren de la libertad en apoyo al derecho al aborto fue desde Asturias hasta Madrid, y a ella se unieron personas de diferentes regiones de España, incluida Cataluña. Múltiples protestas tuvieron lugar en apoyo del derecho al aborto el 20 de diciembre de 2013 en Cataluña. Hubo una en Barcelona frente a la Delegación del Gobierno, una organizado por Lilac Marea en Lérida frente a la sede local del Partido Popular, una en Tarragona frente a la sede local del Partido Popular y otra en Manresa.
Después de que la artista visual y activista por los derechos de las mujeres Yolanda Domínguez hiciera un llamado a la acción tras los cambios propuestos por el ministro Alberto Ruíz Gallardón a las leyes de aborto de España, las mujeres en Bilbao, Madrid, Zaragoza, La Coruña, Barcelona y Sevilla simultáneamente acudieron a las Oficinas del Registro de la Propiedad local en febrero de 2014 para registrar el libre uso y posesión de sus propios cuerpos; su objetivo era dejar constancia del hecho de que sus cuerpos femeninos les pertenecían y que nadie más debería tomar decisiones al respecto por ellas.
Alberto Ruiz-Gallardón finalmente se vio obligado a dimitir de su cargo en septiembre de 2014 tras fracasar en su capacidad para impulsar los controvertidos cambios a las leyes de aborto de España. El cambio de ley propuesto había empoderado al PSOE y creado divisiones internas dentro de su propio partido.

#### 2015 Declaración de Inicio del Proceso de Independencia de Cataluña
La Declaración de Inicio del Proceso de Independencia de Cataluña fue emitida el 9 de noviembre de 2015 en apoyo a la creación de una república catalana. Fue votado por el Parlamento de Cataluña, con 72 votos a favor, 63 votos en contra y 0 abstenciones. El anexo adjunto a la resolución mencionaba derechos que existen actualmente en España y que un futuro gobierno catalán independiente protegería fundamentalmente si obtuviera la independencia. Uno de estos derechos era el aborto.
A mediados de la década de 2010, la aplicación del RDL 16/2012 dificultó el acceso de las mujeres inmigrantes y en situación irregular de Cataluña a la atención de salud sexual y reproductiva. A su vez, esto llevó a que estas mujeres tuvieran una reducción de sus derechos relacionados con la reproducción, y redujo su capacidad de decidir libremente qué hacer con su cuerpo.

#### Estadísticas
Entre 2010 y 2014, el 92,07% de los abortos en Cataluña se realizaron a petición de la mujer. En 2012, el 40,5% del total de abortos ocurridos en 2012 involucraron a mujeres extranjeras, la mayoría provenientes de Bolivia, Marruecos, Ecuador y Rumania. En el caso de las mujeres inmigrantes, el 35,77% tenían entre 20 y 24 años, mientras que el 27,92% eran niñas de 15 a 19 años y el 27,58% eran mujeres de 25 a 29 años.
La mayoría de las mujeres que en la región abortaron en 2014 nacieron en España, lo que supone el 57,96% del total de mujeres que abortaron en Cataluña de un total de 18.181 abortos. El número de abortos que se realizaron en la región en 2014 por provincia no fue el mismo. El 4,19% eran residentes de Lérida , el 7,44% eran residentes de Tarragona, el 10,26% eran residentes de Gerona y el 78,12% eran residentes de Barcelona. En 2014, el 65,95% de las IVE en la región se realizaron en clínicas de IVE privadas. El porcentaje de mujeres inmigrantes que abortaron en la región en 2014 estuvo por debajo del cincuenta por ciento, suponiendo el 35,15% de los 18.181 abortos en Cataluña ese año.
| Año            | 2022  | 2021  | 2020  | 2019  | 2018  | 2017  | 2016  | 2015  | 2014  | Ref            |
| -------------- | ----- | ----- | ----- | ----- | ----- | ----- | ----- | ----- | ----- | -------------- |
| Cataluña       | 14,87 | 13,42 | 13,44 | 14,72 | 14,05 | 12,89 | 12,80 | 12,70 | 12,59 | [ 32 ] [ 142 ] |
| Total (España) | 11,68 | 10,70 | 10,33 | 11,53 | 11,12 | 10,51 | 10,36 | 10,40 | 10,46 | [ 32 ]         |

| Región               | Public Health Facilities | Private Clinics | ref     |
| -------------------- | ------------------------ | --------------- | ------- |
| Total                | 99                       | 92              | [ 141 ] |
| Andalucía            | 1                        | 6               | [ 141 ] |
| Aragón               | 0                        | 2               | [ 141 ] |
| Asturias             | 6                        | 3               | [ 141 ] |
| Islas Baleares       | 7                        | 3               | [ 141 ] |
| Islas Canarias       | 5                        | 4               | [ 141 ] |
| Cantabria            | 2                        | 1               | [ 141 ] |
| Castilla-La Mancha   | 0                        | 2               | [ 141 ] |
| Castilla y León      | 1                        | 3               | [ 141 ] |
| Cataluña             | 52                       | 21              | [ 141 ] |
| Comunidad Valenciana | 9                        | 14              | [ 141 ] |
| Extremadura          | 0                        | 1               | [ 141 ] |
| Galicia              | 5                        | 4               | [ 141 ] |
| Madrid               | 1                        | 7               | [ 141 ] |
| Murcia               | 0                        | 5               | [ 141 ] |
| Navarra              | 1                        | 0               | [ 141 ] |
| País Vasco           | 8                        | 6               | [ 141 ] |
| La Rioja             | 1                        | 0               | [ 141 ] |
| Ceuta                | 0                        | 0               | [ 141 ] |
| Melilla              | 0                        | 0               | [ 141 ] |

| Región                  | Total | País Vasco | Castilla y León | Andalucía | Valencia | Madrid | Cataluña | Navarra | ref     |
| ----------------------- | ----- | ---------- | --------------- | --------- | -------- | ------ | -------- | ------- | ------- |
| Total IVE               | 94796 | 3390       | 2615            | 18032     | 9273     | 16537  | 18181    | 901     | [ 124 ] |
| Dilatación y evacuación | 11073 | 86         | 2274            | 115       | 1102     | 3721   | 610      | 25      | [ 124 ] |
| Dilatación y aspiración | 68074 | 1615       | 518             | 16305     | 5701     | 12185  | 10184    | 533     | [ 124 ] |
| Midepristona            | 15768 | 1665       | 131             | 1102      | 1869     | 173    | 7045     | 314     | [ 124 ] |
| Prostaglandinas         | 13484 | 1375       | 31              | 866       | 957      | 321    | 7146     | 330     | [ 124 ] |
| Otro método/desconocido | 1412  | 43         | 11              | 476       | 207      | 150    | 218      | 7       | [ 124 ] |

| CCAA                      | País Vasco | Castilla y León | Andalucía | Comunidad Valenciana | Madrid | Cataluña | Navarra | ref     |
| ------------------------- | ---------- | --------------- | --------- | -------------------- | ------ | -------- | ------- | ------- |
| Abortos totales           | 3390       | 2615            | 18032     | 8273                 | 16537  | 18181    | 901     | [ 139 ] |
| Europea                   | 2185       | 2236            | 15402     | 6630                 | 9411   | 11790    | 557     | [ 139 ] |
| España                    | 2000       | 1949            | 13504     | 5633                 | 7570   | 10538    | 467     | [ 139 ] |
| Resto de la Unión Europea | 162        | 281             | 1695      | 829                  | 1670   | 975      | 75      | [ 139 ] |
| El resto de Europa        | 23         | 6               | 203       | 168                  | 171    | 277      | 15      | [ 139 ] |
| Africa                    | 283        | 62              | 1047      | 327                  | 684    | 1305     | 45      | [ 139 ] |
| África del Norte          | 118        | 50              | 829       | 253                  | 367    | 970      | 24      | [ 139 ] |
| África Subsahariana       | 165        | 12              | 218       | 74                   | 317    | 335      | 21      | [ 139 ] |
| Resto de África           | 0          | 0               | 0         | 0                    | 0      | 0        | 0       | [ 139 ] |
| Las americas              | 844        | 292             | 1331      | 1100                 | 5681   | 4224     | 280     | [ 139 ] |
| América del norte         | 7          | 3               | 13        | 6                    | 54     | 63       | 2       | [ 139 ] |
| Centroamérica y el Caribe | 185        | 84              | 177       | 106                  | 1100   | 980      | 59      | [ 139 ] |
| Sudamérica                | 652        | 205             | 1140      | 988                  | 4527   | 3181     | 219     | [ 139 ] |
| Resto de las Américas     | 0          | 0               | 1         | 0                    | 0      | 0        | 0       | [ 139 ] |
| Asia                      | 75         | 25              | 251       | 215                  | 761    | 843      | 19      | [ 139 ] |
| Oceania                   | 0          | 0               | 1         | 1                    | 0      | 4        | 0       | [ 139 ] |
| Desconocida               | 3          | 0               | 0         | 0                    | 0      | 15       | 0       | [ 139 ] |

| Region / Edad   | 16 años | 17 años | 18 años | 19 años | ref     |
| --------------- | ------- | ------- | ------- | ------- | ------- |
| Andalucía       | 213     | 400     | 579     | 617     | [ 143 ] |
| Castilla y León | 27      | 54      | 83      | 81      | [ 143 ] |
| Cataluña        | 223     | 319     | 488     | 616     | [ 143 ] |
| Valencia        | 143     | 161     | 258     | 299     | [ 143 ] |
| Madrid          | 188     | 288     | 442     | 502     | [ 143 ] |
| Navarra         | 13      | 25      | 28      | 47      | [ 143 ] |
| País Vasco      | 49      | 66      | 103     | 118     | [ 143 ] |

| Año  | # de denegaciones | # de aprobaciones | Ref     |
| ---- | ----------------- | ----------------- | ------- |
| 2015 | 6                 | 59                | [ 144 ] |
| 2016 | 5                 | 75                | [ 144 ] |
| 2017 | 11                | 43                | [ 144 ] |
| 2018 | 7                 | 56                | [ 144 ] |
| 2019 | 3                 | 59                | [ 144 ] |
| 2020 | 8                 | 36                | [ 144 ] |

### Pedro Sánchez (2018-presente)
Las mujeres en Cataluña que solicitaban un aborto farmacológico durante los períodos de Mariano Rajoy y Pedro Sánchez podían hacerlo hasta la novena semana de embarazo. En 2019, este fue el tipo de aborto más común realizado por la salud pública en la región, representando el 47,7%, 10.473 en total, de los abortos ese año. Por el contrario, la mayoría de los procedimientos quirúrgicos de IVE en Cataluña se realizaron en clínicas privadas que tenían convenio con la Generalitat. Las clínicas privadas realizaron el 97,8% de los 11.463 abortos quirúrgicos en la región en 2019. La agencia regional de salud de Cataluña había asignado alrededor de 3 millones de euros en 2019 para pagar a los residentes catalanes para que se sometieran a procedimientos quirúrgicos de IVE en clínicas privadas de IVE.En el periodo comprendido entre 2019 y 2022, Cataluña afirmó que no derivaban a mujeres de la sanidad pública a otras regiones para hacerse un trámite de IVE.
En 2019, el 90,4% de las mujeres residentes en Cataluña que abortaron lo hicieron porque no tenían ganas de ser madres. Los casos restantes se debieron principalmente a riesgos para la salud o la vida de la mujer, o a anomalías fetales. En ese momento, una vez que la mujer tomaba la decisión de abortar, debido a la ley nacional de España, tenía que esperar tres días después de solicitar una cita para un aborto. La ley decía que las mujeres tenían que mediar en la decisión antes de conseguir su siguiente cita tres días después. Fue en este punto que a la mujer se le dio a elegir entre opciones para el tipo de procedimiento de IVE que deseaba, lo que luego requirió una tercera visita donde se llevaría a cabo ese procedimiento. Esto ocurrió incluso en los casos de abortos farmacéuticos, que implicaban únicamente tomar una pastilla. Si se requiere o solicita un procedimiento quirúrgico de IVE, la mujer entonces debía programar una cita con una clínica privada.
A raíz del confinamiento por el covid-19 se crearon desafíos a la hora de acceder a procedimientos de interrupción voluntaria del embarazo. Galicia y Cataluña fueron las dos únicas comunidades autónomas de España que ofrecieron citas telemáticas para algunas de las citas informativas necesarias para practicarse un aborto.
Los abortos farmacológicos fueron una de las opciones más baratas en 2021, y el Gobierno regional aprovechó para ofrecer esta opción en salud pública, permitiendo que se realizara antes de la semana 10 en los centros de salud públicos. Esta fue también en parte la razón por la que el 80% de los abortos en la región fueron financiados con fondos públicos, uno de los porcentajes más altos de España. Mientras que el Colegio Oficial de Farmacéuticos de Barcelona dijo en 2022 que los farmacéuticos están obligados a informar a sus clientes si no dispensarán la píldora y otros dispositivos anticonceptivos y a facilitarles la ubicación de la farmacia más cercana que lo hará. En la práctica, esto no siempre sucedió a principios de la década de 2020.
A pesar de que la ley dice que el aborto es gratuito y que los centros sanitarios privados reciben una compensación de la sanidad pública española por realizar una interrupción voluntaria del embarazo, esto no siempre fue así en 2022. Ese año, una joven de 30 años de alto riesgo llamada Mireya intentó hacerse un aborto en la salud pública, sólo para que los médicos le dijeran que usase instalaciones de salud privadas. Debido a sus problemas de salud preexistentes y al uso de asistencia sanitaria privada, tuvo que pagar 1200 € por la interrupción voluntaria quirúrgica de su embarazo y la atención nocturna.
En septiembre de 2023, la Generalitat anunció que ampliaría la disponibilidad de abortos farmacológicos voluntarios en los hospitales públicos, de la semana nueve a la semana catorce. El objetivo era intentar reducir el número de abortos quirúrgicos voluntarios. La decisión de hacerlo se basó en recomendaciones como resultado de la experiencia clínica en la región y la evidencia científica. El programa se había probado primero en Lérida, Anoia y Tarrasa en la provincia de Barcelona. Se planificó capacitación adicional para ginecólogos y otras personas involucradas en el embarazo en salud pública para apoyar el esfuerzo.

#### Impacto en Cataluña de los cambios en las leyes del aborto en España en 2022
La enmienda a la ley del aborto en 2022 permitió específicamente a las regiones con otras lenguas cooficiales ofrecer información a las mujeres en estas lenguas.
Del 2 de marzo de 2022 al 10 de abril de 2022, la asociación católica 40 días para la vida organizó eventos fuera de los centros de salud que realizaron interrupciones voluntarias del embarazo en ciudades de toda España, incluida Barcelona. Lo hicieron a pesar de un cambio en el Código Penal aprobado el 3 de febrero de 2022 que castigaba a las personas que acosaban a mujeres que buscaban servicios de aborto. El castigo por acosar a las mujeres en esta nueva ley incluía penas de prisión.
El Ministerio de Igualdad envió una carta al gobierno catalán en mayo de 2023 para recordarles que los cambios en la ley del aborto en febrero de 2022 implicaban que todos los hospitales públicos debían contar con médicos que estuvieran dispuestos a realizar un aborto y que las unidades de ginecología de estos hospitales no podían contar únicamente con objetores de conciencia. El Ministerio de Igualdad dijo a la Generalitat que, si era necesario, debían contratar médicos que realizaran procedimientos de interrupción voluntaria del embarazo si no hubiera ninguno en plantilla. La ley establecía que se garantizaba a las mujeres el acceso a servicios de aborto hasta la semana catorce en un centro de salud público cercano a su hogar.
En septiembre de 2023, el gobierno regional estaba trabajando en la creación de un registro de profesionales de la salud que eran objetores de conciencia como parte de los esfuerzos para cumplir con los cambios en las leyes nacionales de aborto de España que exigen que los procedimientos de IVE estén disponibles en la sanidad pública. El Gobierno regional lo hizo al mismo tiempo que ampliaba el acceso al aborto farmacológico voluntario en salud pública de la semana nueve a la semana catorce.

#### Estadísticas
En 2019, diez clínicas privadas del IVE tenían convenios con el Instituto Catalán de la Salud, el organismo de salud pública regional de Cataluña. Incluso con este tipo de acuerdos, el 35% de las 21.936 mujeres residentes que se sometieron a un procedimiento de IVE en Cataluña en 2019 acudieron a una clínica privada donde les cobraron. De estas mujeres, el 56,9% pagó a la clínica directamente de su bolsillo por el aborto.
La región con las tasas de aborto por cada 1.000 mujeres más altas en 2021 fue Cataluña con 13,42. En 2021, la comunidad autónoma con mayor porcentaje de interrupción voluntaria del embarazo en mujeres de 15 a 44 años fue Cataluña, seguida de Madrid e Islas Baleares. En 2021, aproximadamente el 1,34% del total de mujeres de 15 a 44 años de la región tuvieron una interrupción voluntaria del embarazo. En 2021, solo dos regiones tuvieron más interrupciones voluntarias de embarazos realizadas en clínicas públicas que en clínicas de salud privadas. Estos se encontraron en Islas Baleares y Cataluña. El 52,5% de los abortos realizados en la región en 2021 se realizaron en centros de salud públicos u hospitales públicos. En Cataluña se realizaron 10.283 abortos medicados en 2021. Estos abortos se realizaron hasta la novena semana en sanidad pública, mediante la administración combinada de mifepristona y misoprostol, y se tomaron junto con analgesia. Setenta y siete de este tipo de procedimientos de IVE involucraron a mujeres de la Comarca del Berguedà, de los cuales treinta y tres tuvieron lugar en el Hospital Comarcal Sant Bernabé de Berga en el periodo comprendido entre febrero de 2021 y junio de 2021.
El rango del número de interrupciones voluntarias del embarazo por cada 1.000 mujeres en Cataluña osciló entre 12,59 en 2014 y 14,87 en 2022. En 2022, hubo 14,87 interrupciones voluntarias del embarazo por cada 1.000 mujeres. En 2022 se produjeron 2.187 interrupciones voluntarias del embarazo en mujeres menores de 20 años.
| Región               | % de denegaciones | # de aprobaciones | Ref     |
| -------------------- | ----------------- | ----------------- | ------- |
| Galicia              | 25.0              | 75.0              | [ 144 ] |
| Murcia               | 22.2              | 77.8              | [ 144 ] |
| Cataluña             | 18.2              | 81.8              | [ 144 ] |
| Extremadura          | 16.7              | 83.3              | [ 144 ] |
| Madrid               | 14.6              | 85.4              | [ 144 ] |
| Islas Canarias       | 9.1               | 90.9              | [ 144 ] |
| Andalucía            | 8.6               | 91.4              | [ 144 ] |
| Comunidad Valenciana | 3.3               | 96.7              | [ 144 ] |
| La Rioja             | 0.0               | 100.0             | [ 144 ] |

## Provincias

### Provincia de Barcelona
Hay varias clínicas de IVE privadas en la región activas en la década de 2020, tales como la Clínica Dalmases, el Instituto Ginetec Barcelona, y la Clínica E.M.E.C.E. Barcelona, ubicadas en Barcelona y acreditadas para la IVE.
Las clínicas y hospitales que practicaban abortos tras la legalización de la Segunda República estaban ubicadas en Barcelona, Badalona e Igualada. Las mujeres de la provincia de Barcelona fueron procesadas por abortar durante el franquismo. Entre 1971 y 1975 se llevaron a cabo treinta y dos diligencias previas al juicio iniciadas por el delito de aborto, cuatro de ellas en 1971, cinco en 1972, seis en 1973, cuatro en 1974 y trece en 1975. Durante el mismo período existieron setenta sumarios de Emergencia, Ordinarios y otros del Título IV de la Ley de Procedimiento Penal por el delito de aborto, ocurriendo veintiuno, veintidós, veinte, cuatro y tres cada año respectivamente.
No se realizaron abortos entre 1988 y 1989 en la provincia de Barcelona. El 78,12% de los abortos en Cataluña en 2014 afectaron a residentes en Barcelona.La sanidad pública catalana tenía acuerdos con siete clínicas privadas del IVE de Barcelona en 2019 para prestar servicios de aborto a mujeres derivadas desde la sanidad pública. Estas clínicas incluían Centro Casanova, Centro Médico Aragón, Clínica Dalmases, Clínica Médica Sants, Clínica Emece, Instituto Ginetec y Tutor Médica.
En 2020, 613 ginecólogos objetores de conciencia trabajaron en la sanidad pública en Cataluña. 470 profesionales estaban en Barcelona. La Cataluña Central fue una de las zonas más afectadas por los objetores de conciencia.
Setenta y siete de ese tipo de procedimientos de IVE involucraron a mujeres de la Comarca de Berguedà, de los cuales treinta y tres tuvieron lugar en el Hospital Comarcal Sant Bernabé de Berga en el período comprendido entre febrero de 2021 y junio de 2021. Antes de un cambio de política que permitiera tal Si los abortos se realizaran en hospitales locales en 2021 en zonas rurales como el Berguedà, las mujeres de esa zona habrían tenido que viajar una distancia mucho mayor para abortar. El hospital lo había ofrecido antes, pero dejó de hacerlo entre 2018 y 2021.
En septiembre de 2023, la Generalitat anunció que ampliaría la disponibilidad de abortos farmacológicos voluntarios en los hospitales públicos, de la semana nueve a la semana catorce. El objetivo era intentar reducir el número de abortos quirúrgicos voluntarios. La decisión de hacerlo se basó en recomendaciones como resultado de la experiencia clínica en la región y la evidencia científica. El programa se había probado primero en Lérida, y en Noya y Tarrasa en la provincia de Barcelona. Se planificó capacitación adicional para ginecólogos y otras personas involucradas en el embarazo en salud pública para apoyar el esfuerzo.

### Provincia de Gerona
Las mujeres de la provincia de Gerona fueron procesadas por abortar durante el franquismo. Entre 1971 y 1975 se llevaron a cabo cuatro diligencias previas al juicio iniciadas por el delito de aborto, y dos diligencias cada una en 1972 y 1973. Durante el mismo período existieron nueve sumarios de Emergencia, Ordinarios y otros del Título IV de la Ley de Procedimiento Penal por el delito de aborto, ocurriendo cero, dos, cuatro, uno y dos cada año respectivamente.
Entre 1988 y 1991 no se realizaron abortos en la provincia. El 10,26% de los abortos en Cataluña en 2014 afectaron a residentes en Gerona. La sanidad pública catalana tenía acuerdos con dos clínicas privadas de IVE de Gerona en 2019 para prestar servicios de aborto a mujeres derivadas desde la sanidad pública. Estas clínicas incluían Adalia Centro Médico y Clínica Gine-gir. En 2020 había sesenta y tres ginecólogos de la provincia de Gerona objetores de conciencia.

### Provincia de Lérida
Las clínicas y hospitales que realizaron abortos tras la legalización de la Segunda República estaban ubicadas en Lérida y tres municipios de la provincia de Barcelona. Las mujeres de la provincia de Lérida fueron procesadas por abortar durante el franquismo. Un sumario iniciado por el delito de aborto tuvo lugar en 1974. Durante el mismo período existieron dos sumarios de Emergencia, Ordinarios y otros del Título IV de la Ley de Procedimiento Penal por el delito de aborto, uno en 1971 y otro en 1973.
No se realizaron trámites de IVE en la provincia de Lérida entre 1988 y 1989, ni en 2008. El 4,19% de los abortos en Cataluña en 2014 afectaron a residentes en Lérida . La sanidad pública catalana no tenía ningún acuerdo con clínicas privadas del IVE de Lérida en 2019 para prestar servicios de aborto a mujeres de la provincia derivadas desde la sanidad pública. En 2019, el 72,7% de los ginecólogos del SISCAT de la provincia de Lérida eran objetores de conciencia. Esto dificultó que la salud regional ofreciera trámites de IVE en la provincia. Fueron 613 los ginecólogos objetores de conciencia que trabajaron en la sanidad pública en Cataluña en 2020. Veintidós estaban en Lérida . El Alto Pirineo y Arán fue una de las zonas más afectadas por los objetores de conciencia. En 2022, todos los médicos de Lérida se habían declarado objetores de conciencia. Era una regla no escrita, porque los propios médicos no necesariamente decían esto, pero sí sus jefes. Los grupos feministas ejercieron una enorme presión sobre el gobierno regional durante unos cuarenta años para intentar rectificar esta situación, y en 2021 se anunció que en los próximos años estaría disponible una clínica con un acuerdo de salud pública.
Durante más de cuarenta años, las mujeres del Pallars Jussà, Pallars Sobirà y Alta Ribagorça tuvieron que desplazarse hasta Balaguer para realizarse un aborto farmacológico. El anuncio de que el Hospital del Pallars y el Hospital de la Cerdanya comenzarían a ofrecer ese procedimiento en 2021 significó que las mujeres de esas localidades no tendrían que salir de la provincia para realizarse el tipo de procedimiento IVE. Las mujeres de Lérida pidieron ayuda a menudo a la Associació Drets Sexuals i Reproductius a principios de la década de 2020 porque estaban confundidas sobre los siguientes pasos tras haberles negado un aborto tras una revisión del comité clínico.
La Clínica Mi NovAliança es una clínica de aborto privada ubicada en Lérida que abrió en octubre de 2021 después de años de demanda de un centro que proporcionara procedimientos de IVE en la provincia como resultado de las protestas por la falta de procedimientos de IVE en la salud pública. A partir de enero de 2022, la Clínica Mi NovAliança solo realizaría abortos quirúrgicos voluntarios, y los abortos con medicamentos se trasladarían a la salud pública.
En 2020, 858 vecinas de la provincia decidieron realizar un trámite en la IVE. Treinta menores abortaron en 2020, la más joven tenía catorce años. La mayoría de los procedimientos de la IVE se realizaron por libre elección de la mujer, mientras que treinta y cuatro procedimientos se realizaron por riesgo de anomalías graves o riesgo vital para el feto, y veinticuatro por riesgo grave para la salud o la vida de la mujer. mujer embarazada. En 2020 y la mayor parte de 2021, las mujeres que deseaban abortar entre las semanas nueve y catorce debían viajar a una provincia diferente.
En septiembre de 2023, la Generalitat anunció que ampliaría la disponibilidad de abortos farmacológicos voluntarios en los hospitales públicos, de la semana nueve a la semana catorce. El objetivo era intentar reducir el número de abortos quirúrgicos voluntarios. La decisión de hacerlo se basó en recomendaciones como resultado de la experiencia clínica en la región y la evidencia científica. El programa se había probado primero en Lérida, Noya y Tarrasa en la provincia de Barcelona. Se planificó capacitación adicional para ginecólogos y otras personas involucradas en el embarazo en salud pública para apoyar el esfuerzo.

### Provincia de Tarragona
Las mujeres de la provincia de Tarragona fueron procesadas por abortar durante el franquismo. Entre 1971 y 1975 se llevaron a cabo tres diligencias previas al juicio iniciadas por el delito de aborto, y una en 1972, 1973 y 1974. Durante el mismo período existieron once sumarios de Emergencia, Ordinarios y otros del Título IV de la Ley de Procedimiento Penal por el delito de aborto, ocurriendo seis, uno, uno, dos y uno cada año respectivamente. En 1986, la Coordinadora Estatal de Organizaciones Feministas organizó una campaña denominada "Estamos haciendo abortos", durante la cual se realizaron abortos públicamente en ciudades entre ellas Tarragona para denunciar los límites de la ley del aborto de 1985.
No se realizaron abortos en la provincia de Tarragona durante los años 1988 a 1989, 1991, 1993 a 1995 y 2001 a 2007. El 7,44% de los abortos en Cataluña en 2014 afectaron a residentes en Tarragona. La sanidad pública catalana tenía acuerdos con dos clínicas privadas del IVE de Tarragona en 2019 para prestar servicios de aborto a mujeres derivadas desde la sanidad pública. La clínica era el Centro Médico Eira.
En Tarragona había cincuenta y ocho ginecólogos declarados objetores de conciencia que trabajaron en la sanidad pública en 2020. Las Terres de l'Ebre fueron una de las zonas más afectadas por los objetores de conciencia. Las mujeres de Tarragona pidieron ayuda a menudo a la Associació Drets Sexuals i Reproductius a principios de la década de 2020 porque estaban confundidas sobre los siguientes pasos después de que se les hubiera negado un aborto tras una revisión del comité clínico.

## Centros de aborto
Los proveedores de servicios de aborto en Cataluña incluyen tanto establecimientos de salud públicos como clínicas privadas, aunque hubo algunos períodos en los que solo los establecimientos públicos realizaron abortos legales y otros en los que solo los realizaron clínicas privadas. La financiación pública para los abortos comenzó a estar disponible de forma limitada en 1992. Hubo un período de tiempo antes de que se implementaran las reformas en Cataluña en el que algunas mujeres tenían que viajar a otra provincia de Cataluña para abortar. A partir de mediados de la década de 2010, comenzó a producirse un cambio: un mayor porcentaje de abortos se realizaban en centros de salud públicos en comparación con clínicas privadas.
Cataluña fue uno de los líderes regionales en pasar de ofrecer abortos en clínicas privadas a ofrecerlos en la sanidad pública, un proceso que comenzó durante el período de Mariano Rajoy y se aceleró en el período de Pedro Sánchez. Esto se debió en gran parte al traslado de los abortos farmacológicos voluntarios a hospitales públicos, de la semana nueve a la semana catorce, mientras que las clínicas privadas realizaban principalmente abortos quirúrgicos voluntarios. Los abortos quirúrgicos eran difíciles de realizar en los hospitales públicos debido a los objetores de conciencia.
Las clínicas privadas ofrecen procedimientos de aborto legales desde 1989, después de que el gobierno catalán autorizara la apertura de las clínicas. Están acreditados y cuentan con procedimientos operativos establecidos por una serie de leyes regionales. Las mujeres que acuden a clínicas privadas y el personal de clínicas privadas han sido acosados por activistas antiabortistas y autoridades, incluida la Guardia Civil.